# 1996 AN2
1996 AN2 är en asteroid i huvudbältet som upptäcktes 13 januari 1996 av den japanska astronomen Takao Kobayashi vid Ōizumi-observatoriet.
Asteroiden har en diameter på ungefär 2 kilometer.